# Josef Friedrich Perkonig
Josef Friedrich Perkonig, avstrijski pripovednik, dramatik, filmski producent, * 3. avgust 1890, Borovlje, † 8. februar 1959, Celovec.

## Življenje
Josef Friedrich Perkonig je bil sin puškarja in graverja slovenskega rodu Michaela Perkoniga ter Franziske Glantschnig, hčere nemškega veleposestnika. Prve svetovne vojne se zaradi kratkovidnosti in srčne napake kot vojak ni udeležil, temveč je kot poročevalec, politik in propagandist zastopal nemške interese na Koroškem. Od leta 1922 do upokojitve 1950 je bil učitelj in od leta 1938 profesor na celovškem učiteljišču. Deloval je tudi v koroški politični organizaciji Heimatdienst in vodil časopis Kärntner Landmannschaft. Z navdušenjem je 1938 sprejel Hitlerjevo priključitev Avstrije k Nemčiji in bil simpatizer nacionalsocialistične ideologije.

## Delo
Perkonig je eden najbolj poznanih koroških pisateljev. Njegovo življenje in ustvarjanje priča o njegovi globoki navezanosti na koroško domovino. Je prvi predstavnik koroške domačijske literature (nem. Heimatdichtung). Njegov literarni opus obsega 50 del, v katerih opisuje razgibano zgodovino Koroške ter problematična razmerja med koroško in slovensko etnično skupino. Po naročilu Koroške deželne zveze je zbiral in obdeloval vojne pripovedi. Te so izšle leta 1930 v knjigi Kampf um Kärnten. Višek njegovega ustvarjanja predstavlja vojni roman Menschen wie du und ich, izdan leta 1932, v katerem opisuje usodo in trpljenje ljudi med vojno. Podoben opis najdemo tudi v romanu Patrioten iz leta 1950.

## Perkonig in Slovenci
Zlasti v svojih zgodnjih delih je Perkonig kritičen do Slovencev. Po vojni pa se je od negativnih podob Slovencev poskušal distancirati. Zato se je tudi vzpostavila prevodna dejavnost. Perkonig si je  dopisoval s slovenskimi pisatelji: Herto Arko, Alojzijem Benkovičem, Francetom Bevkom, Dragom Druškovičem (Rokom Arihom) - strokovnjak za koroško literaturo, Vladom Habjanom, Silvestrom Škerlom, Lojzetom Udetom. V stik so stopili zaradi prevodnih načrtov, zato so si z njim dopisovali in tako je prihajalo tudi do izmenjave knjig. Perkonig je poskrbel za izdaje nemških prevodov slovenske literature. V nemščino je leta 1947 prevedel Cankarjeve Zgodbe iz doline Šentflorjanske (Aus dem Florianital), 1948 Tavčarjevo povest Cvetje v jeseni (Herbstblüte) in istega leta še Pravljice Frana Milčinskega (Slowenische Volksmärchen: Fran Milčinski). Leta 1953 je prevedel še tri novele Miška Kranjca: Beg s kmetov (Sprung in die Welt) ter Režonja na svojem in Martin Žalik na kmetih pod enim naslovom (Herr auf eigenem Grund). Edino njegovo delo, ki je prevedeno v slovenščino, je Ugrabljena strd (Honigraub). Perkonig v treh svojih romanih poleg Nemcev prikazuje tudi Slovence. To so romani: Die stillen Königreiche, Bergsegen in Patrioten.
Die stillen Königreiche je roman o skupini desetih strelcev sredi lepe koroške pokrajine in lepih planin. Deseterica je dobila patruljno službo v Karavankah in sicer okrog Stola. Karavanke so bile njihova trdnjava, ki so jo poimenovali kraljestvo miru. Nekateri izmed njih so se zaljubili v slovenska dekleta. Velik del dogajanja pa zavzema ravno nasprotje med slovenskimi kmeti in nemškimi strelci. Pisatelj je tudi v ta roman vnesel mitični lik kralja Matjaža. Slovenske osebe v romanu so kmečki ljudje, medtem ko na nemški strani ne najdemo nobenega kmečkega človeka. Slovenskim kmetom največ pomenijo vera in ponos, da so Slovenci. Pisatelj pa očitno stoji na strani nemških kmetov.
Roman Bergsegen (Blagoslov gora)  se dogaja v Karavankah, kamor pride umirat blaziran meščan. Doživi razmerje z lepo domačinko Ljubo Jugovo, ki je med okoliškimi Slovenci redka pozitivna oseba; drugi so kriminalci, divji lovci, grobijani. Prvobitna Slovenka in kultivirani Nemec se ne moreta poročiti, ona umre (zmrzne v snegu). Pripovedovalec sicer ceni primitivno folkloro Slovencev (mit kralja Matjaža), vendar le na načelnem nivoju, kot refleks naravnosti, pristnosti, zdravja; slovenske človeške usode razrešuje negativno in tako kaže na njihovo neperspektivnost.
Patrioten je roman o mešanju dveh jezikov in dveh kultur. Gre za boj med slovenskim in nemško-avstrijskim taborom med letoma 1918 in 1920. Korošci se borijo za del svoje države, Slovenci pa bi radi rešili svoje brate. Pisatelj je vseskozi na nemški strani. Slovenci na koncu umrejo ali pa obupajo.

## Priznanja
- 1935: avstrijska državna nagrada za literaturo
- 1950: častni občan Borovelj in Celovca
- 1990: pisemska znamka ob 100. obletnici njegovega rojstva